# 엔도 도시아키
엔도 도시아키(일본어: 遠藤 利明, 1950년 1월 17일~)는 10선 의원을 지낸 일본의 정치인이다.

## 생애
1950년 1월 17일 야마가타현 미나미무라야마군(지금의 가미노야마시)에서 태어났다. 야마가타현립 야마가타 히가시 고등학교와 주오 대학 법학부 법률학과를 졸업한 뒤 중의원 의원 곤도 데쓰오의 비서가 되었다.
1983년에는 자유민주당 소속으로 야마가타현의회 의원이 되어 재선에도 성공했지만 1990년 총선에 출마했을 때는 6위로 낙선했다. 이후 1993년 총선에 무소속 출마하여 3위로 당선됐다. 엔도는 일본신당의 공인 후보로 출마했지만 정작 당선되자 자민당에 복당했고 곧이어 야마가타 출신인 가토 고이치의 측근이 되었다.
소선거구 비례대표 병립제가 도입된 1996년 총선 때는 야마가타현 제1구에 출마했다. 신진당의 가노 미치히코에게 패배해 지역구에선 낙선했지만 중복입후보한 비례 도호쿠 블럭에서 부활당선에 성공했다. 1998년에 오부치 내각이 출범하자 건설정무차관이 되었다.
2000년 총선에서 민주당의 가노에게 또 패배했고 이번엔 부활당선에도 실패했다. 이 무렵 총리대신 모리 요시로에 대한 내각 불신임 결의안을 둘러싸고 가토의 난이 발생했고 그 여파로 가토가 이끄는 굉지회가 분열하자 오자토파에 소속돼 이후 다니가키 사다카즈의 측근으로 활동한다.
2003년 총선에서 가노에를 꺾고 중의원에 재입성했다. 2005년 총선에서도 승리하여 4선 의원이 되었고 2006년에 제1차 아베 신조 내각이 출범하자 문부과학부대신이 되었다. 2007년 10월에는 정조회 산하 스포츠입국조사회 사무국장을 맡았고 2008년에는 중의원 농림수산위원장에 취임했다.
2009년 총선에서 다시 가노에에게 패배했지만 비례대표로 부활당선에 성공해 5선 의원이 되었다. 2011년 10월 간사장 대리가 되었으며 2012년 10월엔 자민당 국제국장이 되었다. 2개월 뒤 치러진 총선에서 가노에를 꺾고 6선 고지에 올랐다.
2013년 10월 스포츠청 설치를 검토하는 프로젝트팀에 합류해 좌장을 맡았고 같은 달에 중의원 청소년 문제에 관한 특별위원장 자리도 맡았다. 2014년에는 도쿄 올림픽·패럴림픽 조직위원회 이사에 취임했고 9월부터 정조회장 대리를 맡았다. 같은 해 12월에 치러진 총선에서 당선에 성공했다.
2015년에 제3차 아베 신조 내각이 출범하면서 도쿄 올림픽·패럴림픽 담당 국무상에 임명돼 첫 입각했다. 이후 다음 해 8월 국무상에서 물러난 뒤 자민당 도쿄 올림픽·패럴림픽 도쿄대회실시본부장이 되었다가 회장 모리 요시로를 보좌하기 위해 조직위원회 부회장이 되었다.
2020년 일본 자유민주당 총재 선거가 열리자 기시다 후미오를 지지하며 기시다 캠프에서 추천인 대표 겸 선거대책본부장을 맡았다. 이 선거에서 스가 요시히데가 이겼지만 1년 만에 스가가 물러나면서 곧장 새 총재 선거가 진행됐다. 엔도는 이번에도 선대본부장을 맡았고 기시다의 승리에 공헌했다. 이후 진행된 당직 인사에서 당4역 중 하나인 선거대책위원장에 임명됐다.
2022년 8월 당직 인사에서 자유민주당 총무회장이 되었다. 2023년 6월에는 일본스포츠협회장을 맡았다. 기시다가 3년 만에 물러나면서 진행된 2024년 일본 자유민주당 총재 선거에서 이시바 시게루를 지지했다.

## 정책

### 교육 정책
2013년 3월 28일에 자민당 교육재생실행본부장으로서 교육 개혁안을 제출했다. 요지는 대학의 입학 및 졸업 요건으로 TOEFL을 도입하고 문과를 포함한 대학 입시에 이과 과목을 필수로 지정하고 소·중·고교에 태블릿 PC를 배포할 것 등이었다. 이에 대해 TOEFL은 미국의 NGO가 실시하고 있다거나 영어보다 일본사를 더 중시해야 한다는 등의 반론이 제기되었지만 영어 교육의 개혁, 이과 교육의 쇄신, 정보통신 기술 교육 강화를 위해 1조 엔을 투자해야 한다는 안건이 4월 8일 총리대신 아베 신조에게 제출되었다. 5월에는 학제를 5·4·4로 전환할 것과 대학 입시 센터 시험 개편, 교원의 지도력 향상을 위해 교사 인턴십 제도 도입을 주장했다.
2015년 5월 12일에 교사의 질 향상을 위해 교사 면허를 국가 자격으로 격상하고 의사 면허에 준하는 제도로 개편해야 한다고 정부에 요구했다. 또한 저소득 가구의 대학 진학을 장려하기 위해 연수입 500만 엔 이하인 세대나 다자녀 가구를 위한 장학금 창설을 주장했다.

### 스포츠 진흥
2014년 2월 27일에 문부과학성의 외국으로 스포츠청 설립을 제안하면서 장관은 민간인으로 할 것을 주장했다. 5월 28일에는 선수 지원비를 경기 단체에 배분하는 역할을 기존의 일본 올림픽 위원회(JOC)에서 분리해 일본스포츠진흥센터를 개편한 독립행정법인으로 일원화할 것을 제안했다. JOC 산하의 경기 단체에서 불상사가 잇따르고 있으므로 거버넌스나 사무국 체제의 관점에선 무리가 있다는 것이 그 이유였다.
2015년 6월 25일 올림픽 담당 국무상에 취임하면서 "보안·인프라 정비, 메달 획득, 모든 국민의 참여를 위한 대책을 고려하고 싶다"라는 포부를 밝히며 올림픽 종목 추가, 선수단 숙박 시설을 도호쿠 지방으로 유도할 것을 함께 언급했다. 취임 후에는 JOC가 주장하는 금메달 순위 세계 3위를 달성하기 위해서는 국민들의 높은 관심, 선수와 코치의 노력이 필요하다며 JOC 및 경기단체와의 제휴를 강화하기로 했다.
2023년 6월 23일에 제16대 일본스포츠협회장에 취임했다.

### TPP
일본의 환태평양 경제 동반자 협정(TPP) 참여에 반대하는 입장이다. 2011년 11월 25일 자민당 종합농정·무역조사회합에 참석해 "TPP는 국내 농업을 붕괴시킬 것이다"라고 주장했다. 2012년 11월 15일에는 전국농업협동조합 중앙회가 주최한 TPP 교섭 참가를 저지하는 긴급 집회에도 참여했다.

## 역대 선거 결과
|  | 0% |

|  | 0% |

|  | 7.78% |

|  | 18.27% |

|  | 36.21% |

|  | 40.48% |

|  | 49.89% |

|  | 56.38% |

|  | 45.67% |

|  | 54.63% |

|  | 61.14% |

|  | 57.27% |

|  | 59.97% |

|  | 55.48% |